# بیفا
بیفا (انگلیسی: Biffa) شرکت مدیریت پسماند بریتانیایی است، که در سال ۱۹۱۲ تأسیس شد.